# 耐空性改善通報
耐空性改善通報（たいくうせいかいぜんつうほう）とは、特定の機種の航空機、エンジン、アビオニクス、その他のシステムに関する既知の安全上の欠陥が存在し、是正しなければならないことを、型式証明を受けた型式の航空機の所有者および運航者に対して通知するものである。
航空機に未対応の耐空性改善通報がある場合、その航空機は耐空性がないとみなされる。そのため、航空機の運航者は耐空性改善通報に準拠することが義務付けられている。
日本ではTCD（Technical Circular Directive）、諸外国ではAD（Airworthiness Directive）と呼ばれている。

## 目的
耐空性改善通報は通常、運航会社からの運航時の問題点の報告や、航空事故の調査結果に基づいて、航空機の製造国または登録国の民間航空局から発行される。登録国によって発行される場合は、基本的に競合する耐空性改善通報が発行されないように製造国の民間航空局と調整される。
具体的には、航空機の所有者に対して、以下の場合に通知することを目的としている。
- 航空機が安全でない状態にある可能性がある場合[4]。
- 航空機が認証基準に適合していない場合、または航空機の耐空性に影響を与えるその他の条件が存在する場合[4]。
- 安全な運用を継続するために実施しなければならない必須事項がある場合[4]。
- 緊急性を有し、是正措置が設計され実施されるまで航空機を飛行させてはならない場合[4]。

耐空性改善通報はほとんどの地域で義務付けられており、多くの場合、準拠を完了しなければならない日付や航空機の飛行時間が記載されている。
耐空性改善通報は2種類に体分することができる。
1. 運用を継続する前に、緊急に対応する必要があるもの。
2. 緊急性が低く、一定期間内に準拠・対応する必要があるもの。

## 国ごとの手順

### アメリカ合衆国
アメリカ航空宇宙局は、耐空性改善通報の発行にあたって、以下の3種類の手続きが存在する。
- 標準的な耐空性改善通報の発行手続き。提案型規則制定通知（NPRM）、その後最終規則を制定する。
- 最終規則と意見募集
- 緊急耐空性改善通報（英語版） - 意見募集の時間を省いて発行される。安全でない状態が存在し、緊急に飛行の安全を確保するために、所有者や運航者が直ちに行動を起こす必要がある場合にのみ発行される。